# Bora Colley
Bora Colley (* um 1964; † 9. März 2025 in Yundum) war ein gambischer Militäroffizier und galt als Mitglied des Todeskommandos „Jungler“.

## Leben
Colley war zuvor militärischer Kommandant des Lagers in Kanilai, als er im Januar 2012 zum Generaldirektor des Gambia Prison Service (GPS) ernannt wurde, er ersetzte David Colley, der ins Innenministerium versetzt wurde. Im April 2013 wurde David Colley in seiner vorherigen Position wieder eingesetzt.
Colley, der zuletzt den Militärrang eines Brigadegeneral in der Gambia Armed Forces (GAF) erlangt hatte, kehrte am 9. August 2024 aufgrund seines sich verschlechternden Gesundheitszustands freiwillig nach Gambia zurück, nachdem er sich acht Jahre lang im Exil aufgehalten hatte. Dies geschah, nachdem er unentdeckt aus Äquatorialguinea eingereist war, wo er seit Januar 2017, nach dem Regierungswechsel, mit dem ehemaligen Diktator im selbstgewählten Exil lebte. Während seiner Zeit im Exil bereiste er auch Guinea-Bissau, die Casamance und den Nahen Osten. Nach seiner Rückkehr wurde Colley aufgrund der Umstände seiner Abreise und seiner Verwicklung in den Bericht der Truth, Reconciliation and Reparations Commission (TRRC) in seiner Residenz in der Greater Banjul Area gesucht. Er stellte sich freiwillig, wurde festgenommen und in der Yundum-Kaserne in staatlicher Haft genommen. Es wurde seine strafrechtliche Verfolgung wegen der Tötung und Folter von Opfern an verschiedenen Orten in Gambia empfohlen. Gegen ihm wurden zahlreiche Anklagen wegen Verbrechen erhoben, darunter Folter und Mord, die während des vorherigen Regimes begangen worden waren. Er galt als berüchtigtes Mitglied des Killerkommandos des ehemaligen Präsidenten Yahya Jammeh. Wenige Tage nach seiner Festnahme erklärte Armeechef (Chief of Defence Staff of the Gambia Armed Forces, CDS) Generalleutnant Mamat Cham auf der Pressekonferenz der Regierung, Boras Festnahme stehe im Einklang mit „nationalen Gesetzen und dem Militärrecht“, da er Bora als Deserteur bezeichnete. Während seiner Haft wurde sein Gesundheitszustand beurteilt und es wurde festgestellt, dass er einer kontinuierlichen medizinischen Überwachung bedarf, die vom Staat bereitgestellt wurde.
Trotz dieser Bemühungen erlag er 61-jährig im März 2025 im Armeegewahrsam seinem Gesundheitszustand. Der Generalstaatsanwalt und Justizminister beantragte bei dem Obersten Richter eine Untersuchung über die Umstände des Todes Colley. Diese Untersuchung, die gemäß dem Coroner's Act durchgeführt wird, betrifft den Tod der Person, die in der Obhut der Streitkräfte verstorben ist. Er wurde in seinem Heimatdorf Foni Besse beigesetzt.

## Auszeichnungen und Ehrungen
- 2010 – Member des Order of the Republic of The Gambia (MRG)[9]